# قائمة قرارات مجلس الأمن التابع للأمم المتحدة لعام 2001
تتضمن قائمة قرارات مجلس الأمن التابع للأمم المتحدة لعام 2001 جميع القرارات الصادرة عن مجلس الأمن التابع للأمم المتحدة خلال العام 2001.

## القائمة
| رقم القرار | الرمز            | نص القرار                         | موضوع القرار |
| ---------- | ---------------- | --------------------------------- | --- |
| 1335       | S/RES/1335(2001) | نص الوثيقة على موقع الأمم المتحدة | الحالة في كرواتيا |
| 1336       | S/RES/1336(2001) | نص الوثيقة على موقع الأمم المتحدة | الحالة في أنغولا |
| 1337       | S/RES/1337(2001) | نص الوثيقة على موقع الأمم المتحدة | الحالة في الشرق الأوسط |
| 1338       | S/RES/1338(2001) | نص الوثيقة على موقع الأمم المتحدة | الحالة في تيمور الشرقية |
| 1339       | S/RES/1339(2001) | نص الوثيقة على موقع الأمم المتحدة | الحالة في جورجيا |
| 1340       | S/RES/1340(2001) | نص الوثيقة على موقع الأمم المتحدة | المحكمة الدولية لمحاكمة الأشخاص المسؤولين عن الانتهاكات الجسيمة للقانون الإنساني الدولي المرتكبة في إقليم يوغوسلافيا السابقة منذ 1991 |
| 1341       | S/RES/1341(2001) | نص الوثيقة على موقع الأمم المتحدة | الحالة فيما يتعلق بجمهورية الكونغو الديمقراطية |
| 1342       | S/RES/1342(2001) | نص الوثيقة على موقع الأمم المتحدة | الحالة المتعلقة بالصحراء الغربية |
| 1343       | S/RES/1343(2001) | نص الوثيقة على موقع الأمم المتحدة | الحالة في ليبريا |
| 1344       | S/RES/1344(2001) | نص الوثيقة على موقع الأمم المتحدة | الحالة بين إثيوبيا وإريتريا |
| 1345       | S/RES/1345(2001) | نص الوثيقة على موقع الأمم المتحدة | الحالة في جورجيا |
| 1346       | S/RES/1346(2001) | نص الوثيقة على موقع الأمم المتحدة | الحالة في سيراليون |
| 1347       | S/RES/1347(2001) | نص الوثيقة على موقع الأمم المتحدة | المحكمة الدولية لمحاكمة الاشخاص المسؤولين عن إبادة الأجناس وغير ذلك من الانتهاكات الجسيمة للقانون الإنساني الدولي المرتكبة في إقليم رواندا والمواطنين الروانديين المسؤولين عن ارتكاب أعمال إبادة الأجناس وغيرها من الانتهاكات المماثلة في أراضي الدول المجاورة بين 1 كانون الثاني/يناير و31 كانون الأول/ديسمبر 1994 |
| 1348       | S/RES/1348(2001) | نص الوثيقة على موقع الأمم المتحدة | الحالة في أنغولا |
| 1349       | S/RES/1349(2001) | نص الوثيقة على موقع الأمم المتحدة | الحالة فيما يتعلق بالصحراء الغربية |
| 1350       | S/RES/1350(2001) | نص الوثيقة على موقع الأمم المتحدة | المحكمة الدولية لمحاكمة الأشخاص المسؤولين عن الانتهاكات الجسيمة للقانون الإنساني الدولي المرتكبة في إقليم يوغوسلافيا السابقة منذ 1991 |
| 1351       | S/RES/1351(2001) | نص الوثيقة على موقع الأمم المتحدة | الحالة في الشرق الأوسط |
| 1352       | S/RES/1352(2001) | نص الوثيقة على موقع الأمم المتحدة | الحالة بين العراق والكويت |
| 1353       | S/RES/1353(2001) | نص الوثيقة على موقع الأمم المتحدة | تعزيز التعاون مع البلدان المساهمة بقوات |
| 1354       | S/RES/1354(2001) | نص الوثيقة على موقع الأمم المتحدة | الحالة في قبرص |
| 1355       | S/RES/1355(2001) | نص الوثيقة على موقع الأمم المتحدة | الحالة فيما يتعلق بجمهورية الكونغو الديمقراطية |
| 1356       | S/RES/1356(2001) | نص الوثيقة على موقع الأمم المتحدة | الحالة في الصومال |
| 1357       | S/RES/1357(2001) | نص الوثيقة على موقع الأمم المتحدة | الحالة في البوسنة والهرسك |
| 1358       | S/RES/1358(2001) | نص الوثيقة على موقع الأمم المتحدة | مسألة التوصية المتعلقة بتعيين الأمين العام للأمم المتحدة |
| 1359       | S/RES/1359(2001) | نص الوثيقة على موقع الأمم المتحدة | الحالة فيما يتعلق بالصحراء الغربية |
| 1360       | S/RES/1360(2001) | نص الوثيقة على موقع الأمم المتحدة | الحالة بين العراق والكويت |
| 1361       | S/RES/1361(2001) | نص الوثيقة على موقع الأمم المتحدة | موعد الانتخاب لملء شاغر في محكمة العدل الدولية |
| 1362       | S/RES/1362(2001) | نص الوثيقة على موقع الأمم المتحدة | الحالة في كرواتيا |
| 1363       | S/RES/1363(2001) | نص الوثيقة على موقع الأمم المتحدة | الحالة في أفغانستان |
| 1364       | S/RES/1364(2001) | نص الوثيقة على موقع الأمم المتحدة | الحالة في جورجيا |
| 1365       | S/RES/1365(2001) | نص الوثيقة على موقع الأمم المتحدة | الحالة في الشرق الأوسط |
| 1366       | S/RES/1366(2001) | نص الوثيقة على موقع الأمم المتحدة | دور مجلس الأمن في منع نشوب الصراعات المسلحة |
| 1367       | S/RES/1367(2001) | نص الوثيقة على موقع الأمم المتحدة | قرار مجلس الأمن 1160 (1998) المؤرخ 31 آذار/مارس 1998 |
| 1368       | S/RES/1368(2001) | نص الوثيقة على موقع الأمم المتحدة | تهديدات السلم والأمن الدوليين التي تسببها أعمال إرهابية |
| 1369       | S/RES/1369(2001) | نص الوثيقة على موقع الأمم المتحدة | الحالة بين إريتريا وإثيوبيا |
| 1370       | S/RES/1370(2001) | نص الوثيقة على موقع الأمم المتحدة | الحالة في سيراليون |
| 1371       | S/RES/1371(2001) | نص الوثيقة على موقع الأمم المتحدة | الحالة في جمهورية مقدونيا اليوغوسلافية السابقة |
| 1372       | S/RES/1372(2001) | نص الوثيقة على موقع الأمم المتحدة | قرار مجلس الأمن 1054 (1996) المؤرخ 26 نيسان/أبريل 1996 |
| 1373       | S/RES/1373(2001) | نص الوثيقة على موقع الأمم المتحدة | التهديدات التي يتعرض لها السلام والأمن الدوليان نتيجة للأعمال الإرهابية |
| 1374       | S/RES/1374(2001) | نص الوثيقة على موقع الأمم المتحدة | الحالة في أنغولا |
| 1375       | S/RES/1375(2001) | نص الوثيقة على موقع الأمم المتحدة | الحالة في بروندي |
| 1376       | S/RES/1376(2001) | نص الوثيقة على موقع الأمم المتحدة | الحالة في جمهورية الكونغو الديمقراطية |
| 1377       | S/RES/1377(2001) | نص الوثيقة على موقع الأمم المتحدة | التهديدات التي يتعرض لها السلام والأمن الدوليان نتيجة للأعمال الإرهابية |
| 1378       | S/RES/1378(2001) | نص الوثيقة على موقع الأمم المتحدة | الحالة في أفغانستان |
| 1379       | S/RES/1379(2001) | نص الوثيقة على موقع الأمم المتحدة | التأثير العام والسلبي للصراعات المسلحة على الأطفال |
| 1380       | S/RES/1380(2001) | نص الوثيقة على موقع الأمم المتحدة | الحالة في الصحراء الغربية |
| 1381       | S/RES/1381(2001) | نص الوثيقة على موقع الأمم المتحدة | الحالة في الشرق الأوسط |
| 1382       | S/RES/1382(2001) | نص الوثيقة على موقع الأمم المتحدة | الحالة بين العراق والكويت |
| 1383       | S/RES/1383(2001) | نص الوثيقة على موقع الأمم المتحدة | الحالة في أفغانستان |
| 1384       | S/RES/1384(2001) | نص الوثيقة على موقع الأمم المتحدة | الحالة في قبرص |

## المرجع
1. ↑  "قرارات مجلس الأمن". الأمم المتحدة. مؤرشف من الأصل في 2018-06-09. اطلع عليه بتاريخ 22 شباط / فبراير 2017. {{استشهاد ويب}}: تحقق من التاريخ في: |تاريخ الوصول= (مساعدة)